# Major League Soccer de 2005
Major League Soccer (MLS) ou em português: Campeonato Estadunidense de Futebol.

## Conferência leste
| Place | Team                   | P | W | L | T | GF | GA | GD | Points |
| ----- | ---------------------- | - | - | - | - | -- | -- | -- | ------ |
| 1     | New England Revolution |   |   |   |   |    |    |    |        |
| 2     | DC United              |   |   |   |   |    |    |    |        |
| 3     | Chicago Fire           |   |   |   |   |    |    |    |        |
| 4     | New York Metrostars    |   |   |   |   |    |    |    |        |
| 5     | Kansas City Wizards    |   |   |   |   |    |    |    |        |
| 5     | Columbus Crew          |   |   |   |   |    |    |    |        |

### Playoffs

#### Semi finais
- New York Metrostars 1-0 New England Revolution
- New England Revolution 3-1 New York Metrostars

- Chicago Fire 0–0 DC United
- DC United 0–4 Chicago Fire

#### Final
- New England Revolution 1–0 Chicago Fire

## Conferência oeste
| Place | Team                 | P | W | L | T | GF | GA | GD | Points |
| ----- | -------------------- | - | - | - | - | -- | -- | -- | ------ |
| 1     | San Jose Earthquakes |   |   |   |   |    |    |    |        |
| 2     | FC Dallas            |   |   |   |   |    |    |    |        |
| 3     | Colorado Rapids      |   |   |   |   |    |    |    |        |
| 4     | Los Angeles Galaxy   |   |   |   |   |    |    |    |        |
| 5     | Real Salt Lake       |   |   |   |   |    |    |    |        |
| 5     | Chivas USA           |   |   |   |   |    |    |    |        |

### Playoffs

#### Semi finais
- Los Angeles Galaxy 3–1 San Jose Earthquakes
- San Jose Earthquakes 1–1 Los Angeles Galaxy

- Colorado Rapids 0–0 FC Dallas
- FC Dallas 2–2 (4-5) Colorado Rapids

#### Final
- Colorado Rapids 0–2 Los Angeles Galaxy

## MLS Cup
- Los Angeles Galaxy 4-2 New England Revolution